# Sequestros de Patrícia Abravanel e Silvio Santos
Os sequestros de Patrícia Abravanel e Silvio Santos foram dois eventos criminosos ocorridos em agosto de 2001. Ambos os casos foram cometidos pelo mesmo criminoso, Fernando Dutra Pinto, 22 anos, em São Paulo, além da participação de outros comparsas.
Os casos mobilizaram a imprensa e a opinião pública. Patrícia, na época estudante, é filha de Senor Abravanel, mais conhecido como Silvio Santos, empresário e apresentador, dono do Sistema Brasileiro de Televisão. Patrícia foi levada no dia 21 de agosto de 2001, sendo libertada no dia 28.
No dia 30 de agosto, Silvio Santos foi rendido em sua mansão, no Morumbi, tendo sido refém por cerca de sete horas. Além da ampla cobertura da imprensa, o caso chegou a ter a intervenção do governador de São Paulo à época, Geraldo Alckmin, que foi até a residência do apresentador para participar das negociações.

## História

### Sequestro de Patrícia Abravanel

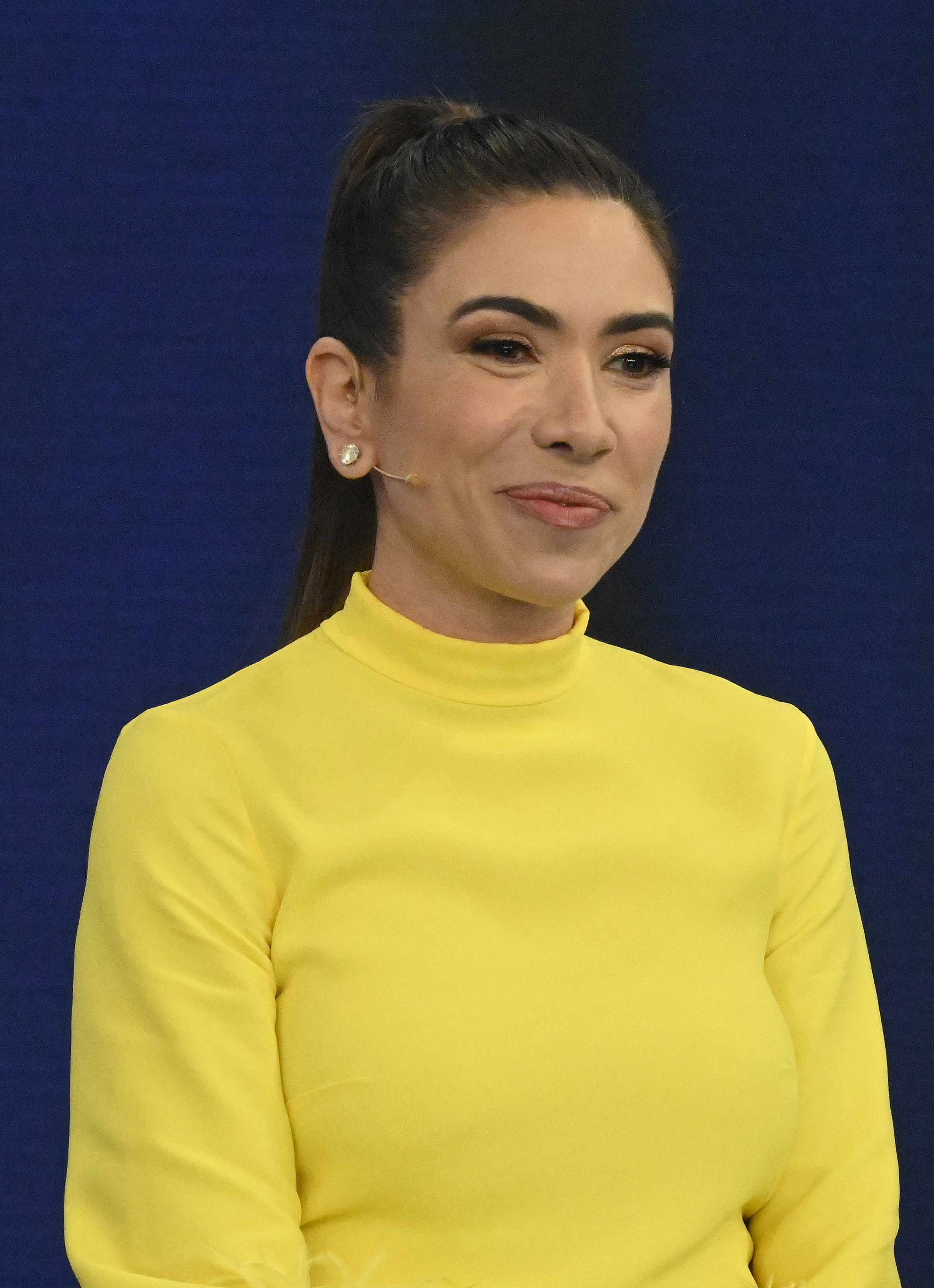
Patrícia Abravanel

Patrícia Abravanel tinha 23 anos e era estudante de administração de empresas na época do caso. Um grupo de seis homens invadiu a mansão onde ela morava junto com o pai, a mãe e as três irmãs, em São Paulo. Na época, Silvio Santos publicou uma nota dizendo que não ia envolver a imprensa ou a polícia no caso. O Jornal do Brasil informou que mantém a publicação de notícias sobre sequestros por acreditar que a omissão beneficiaria os criminosos.
A TV Globo viu-se obrigada a quebrar o protocolo ao falar sobre um caso envolvendo alguém próximo de um empresário de emissora concorrente, o SBT. O caso ganhou manchetes por dias no Jornal Nacional, principal noticiário da rede carioca. A própria Globo argumentou na época que divulgar os sequestros era uma decisão da diretoria, tendo sido tomada na década de 1990 por causa da onda de sequestros acontecida no Rio de Janeiro. Assim como o Jornal do Brasil, a emissora entendia que manter o silêncio só beneficiaria os criminosos.
Já no SBT, o caso afetou a programação da emissora, que não exibiu os tradicionais programas apresentados por Silvio Santos. O Show do Milhão — principal atração comandada por Silvio — e o sorteio da Tele Sena não foram exibidos no domingo seguinte ao sequestro de Patrícia, dia 26 de agosto de 2001.
O sequestro permaneceu por dias sem grandes novidades. A Polícia Federal chegou a se oferecer para ajudar no caso.

### Libertação de Patrícia
Patrícia só foi libertada na madrugada do dia 28, após o pagamento de um resgate de 500 mil reais. O cativeiro ficava a dez quilômetros de sua residência. Ela foi colocada vendada no banco da frente de seu próprio carro, um Passat azul, e foi libertada na Marginal Pinheiros. Patrícia chegou em sua casa por volta das 2h50.
Pela tarde, pai e filha concederam uma entrevista coletiva na sacada da mansão em São Paulo. Evangélica, Patrícia se pronunciou em um tom religioso e disse que perdoava os sequestradores.
| “                    | Eu perdoo os sequestradores, eu não perdoo o sistema de corrupção do Brasil. Acontece isso porque o povo está mal cuidado pelos governos, pela corrupção. Eu quero que o juízo de Deus venha sobre o sistema de corrupção do Brasil, que o povo brasileiro merece ser cuidado. | ” |
| — Patrícia Abravanel | |   |

Patrícia falou com a imprensa de maneira sorridente e fez várias citações religiosas. Ela disse que estava com a Bíblia e um dos sequestradores disse: "Você é a melhor pessoa do mundo". Na época, levantou-se a possibilidade de que ela estaria sofrendo da Síndrome de Estocolmo, um estado psicológico na qual a vítima se apega ao criminoso.
Silvio também se pronunciou sobre o caso. Na entrevista, ele disse que Patrícia "fala com o coração" e até brincou dizendo que "devia pedir para que os sequestradores ficassem mais tempo com ela".

### Prisão dos sequestradores
No dia 28 de agosto, menos de 24 horas depois da libertação de Patrícia Abravanel, a polícia de São Paulo prendeu dois sequestradores. Marcelo Batista Santos, à época com 27 anos, e Esdras Dutra Pinto, com 19. Ainda estavam sendo procurados Fernando Dutra Pinto, irmão de Esdras, e uma namorada, conhecida como Jenifer. O casal estaria com o dinheiro do resgate, cerca de 500 mil reais.
Fernando Dutra Pinto acabou sendo descoberto em um hotel no centro comercial de Alphaville, no município de Barueri. Ele trocou tiros com policiais do 91º Distrito Policial, matando dois investigadores: Marcos Amorim Bezerra e Tamatsu Tamaki. O sequestrador acabou fugindo.

### Sequestro de Silvio Santos

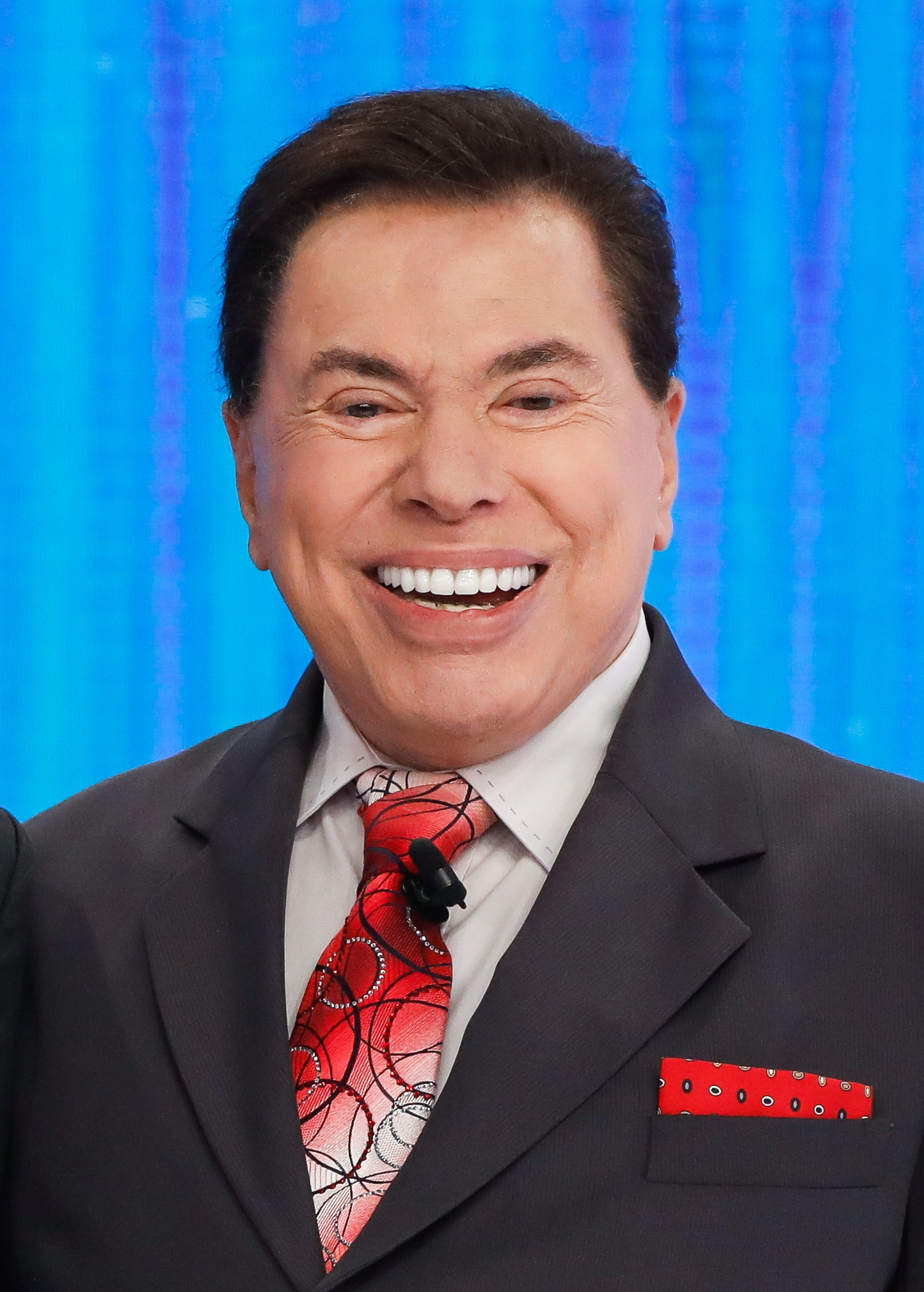
Silvio Santos

Após o sequestro da filha, Silvio Santos retomou a sua rotina no SBT. No dia 29 de agosto, ele fez as gravações para o Show do Milhão e o Tentação e também falou sobre o caso, agradecendo as pessoas que rezaram pela integridade de Patrícia Abravanel.
Na manhã do dia 30 de agosto, Fernando Dutra Pinto reapareceu ao invadir a casa do apresentador, no Morumbi. A mulher, as filhas e funcionários conseguiram sair, enquanto o apresentador ficou rendido na mansão com uma arma apontada na cabeça.
Silvio ficou no salão de ginástica e depois levado para a cozinha. Policiais civis e militares cercaram a mansão. O sequestrador não quis negociar e chegou a exigir um helicóptero para a fuga.
O apresentador permaneceu por quase oito horas em poder do criminoso. Ele foi libertado por volta das 14h40, ao lado do então governador de São Paulo, Geraldo Alckmin, que foi até o local do sequestro para participar das negociações. Fernando foi levado ao Centro de Detenção Provisória do Belém, onde estavam os outros dois presos.
O fato mobilizou as emissoras de televisão. Principal concorrente do SBT, a Globo noticiou o caso por volta das 8h40, quando o apresentador Carlos Nascimento, então no Jornal Hoje, fez uma entrada no programa Mais Você, apresentado por Ana Maria Braga, informando que Fernando Dutra Pinto refugiou-se na casa de Silvio Santos. Por volta das 9 horas, o caso foi coberto sem interrupções, fato repetido pelas outras emissoras. A cobertura fez aumentar a audiência das emissoras de televisão, deixando a Globo com 23 pontos, picos de 31. O SBT ficou com 10 pontos, picos de 19, e a Record com média de 7 e pico de 12. Em média, 30% dos aparelhos de televisão de São Paulo ficavam ligados no período da manhã, mas o sequestro fez essa fatia aumentar para 55%. Ao todo, mais de 3 milhões de pessoas acompanharam o caso somente na Grande São Paulo.
Presidente da República na época do sequestro, Fernando Henrique Cardoso elogiou a atuação da polícia de São Paulo. O mandatário disse que os policiais agiram "com eficiência", mostrando que a corporação está "preparada para enfrentar sequestros como esse".
Geraldo Alckmin enfrentou críticas por ter ido até o local do sequestro. No entanto, o governador defendeu sua atuação e disse que "faria tudo de novo".
Silvio Santos recusou pedidos de entrevistas para falar sobre o caso. O apresentador prestou depoimento no dia 3 de setembro, confirmando que Fernando Dutra Pinto chegou a pedir um helicóptero para a fuga.

### Silvio (filme)
O sequestro virou filme em setembro de 2024, o filme Silvio retrata a vida do apresentador Silvio Santos, interpretado por Rodrigo Faro, e é baseado no sequestro que eles sofreram. A obra, dirigida por Marcelo Antunez, foca nas 12 horas de tensão em que Patrícia foi mantida refém, seguidas pela invasão da casa de Silvio, onde ele próprio foi feito refém por sete horas. Durante o sequestro, Silvio enfrenta o medo e o risco iminente, mas mantém o bom humor e a espontaneidade, características marcantes de sua trajetória. O filme também relembra momentos cruciais de sua vida, desde a juventude como camelô até se tornar um dos maiores comunicadores do Brasil, mesclando emoção e tensão.

## Desfecho do caso
No dia 4 de setembro de 2001, Luciana dos Santos Souza, a "Jenifer", namorada do sequestrador, foi encontrada em Bom Jesus da Lapa, na Bahia. No dia 5 ela foi levada a São Paulo.
Fernando Dutra Pinto morreu no dia 2 de janeiro de 2002, vítima de uma parada cardíaca, enquanto estava preso no CDP do Belém. Um laudo conclusivo do Instituto Médico Legal apontou que Fernando morreu vítima de infecção generalizada provocada por um ferimento infeccionado e não devidamente tratado nas costas. Um relato de um preso afirma que Fernando teria sido torturado por carcereiros.
No dia 11 de março de 2002, Esdra Dutra Pinto foi condenado a 19 anos e seis meses de prisão. Já Marcelo Batista Santos, Luciana Santos Sousa e Tatiane Pereira receberam penas de 15 anos cada.
No dia 21 de agosto de 2024, a Polícia Civil de São Paulo prendeu dois suspeitos de alugar uma casa para traficar drogas em Itaquera, na Zona Leste de São Paulo. Um deles, Marcos Bezerra Santos, foi condenado e ficou preso pelo sequestro de Patrícia Abravanel, filha de Silvio Santos, em 2001.